# Segona guerra etíop-somali
La segona guerra etíop-somali, més coneguda com la Guerra de l'Ogaden, fou un conflicte armat convencional entre Somàlia i Etiòpia que va durar del 1977 al 1978, pel domini de la regió de l'Ogaden a Etiòpia.

## Orígens
En el repartiment de l'Àfrica derivat de la Conferència de Berlin del 1885, es va produir el repartiment de les terres somalis. França va adquirir Obock, Gran Bretanya la Somàlia Britànica, Itàlia Benadir i la que fou la Somàlia Italiana i els etíops es van considerar amb dret a l'Ogaden. El concepte de la Gran Somàlia, abraçant totes les terres somalis va ser difós per la Lliga de la Joventut Somali, creada el 1943 com a club i el 1947 com a partit. La idea es va fer popular i quan Somàlia Britànica va esdevenir independent es va unir, com ja s'havia pactat, a la Somàlia Italiana (independent 4 dies després) per formar la República de Somàlia; un referèndum al nord-est de Kenya deixava suposar que aquesta regió (sota administració britànica) seria transferida a la nova república, però els britànics es van fer enrere sota pressió dels partits kenyans i es va produir la Guerra Shifta (finals del 1963) amb Somàlia donant suport a un moviment d'alliberament dels somalis a Kenya en una lluita que va durar fins al 1967; quan els somalis de l'Ogaden es van revoltar tanmateix a finals del 1963, Somàlia els va donar suport i per més de dos mesos (finals de gener a març del 1964) es va produir el primer conflicte amb Etiòpia (primera guerra etíop-somali).
Quan es va produir l'enderrocament del negus Haile Selassie per un consell militar (Derg) el 1974, Etiòpia va estar per un temps poc organitzada amb lluites pel poder dins el mateix consell i sorgiment de moviments oposats al consell, molts de caràcter nacionalista. Entre aquestos moviments hi havia el Front d'Alliberament de Somàlia Occidental (FASO) que amb suport de Somàlia va començar a actuar i el 1975 dominava algunes posicions etíops. El 1976 l'ajut de Somàlia es va incrementar mentre seguien les lluites al Derg. Aquest moment fou aprofitat per Somàlia que disposava d'un exèrcit de 35.000 homes (inferior en nombre a l'exèrcit etíop) superior en nombre de tancs i amb una millor aviació; l'exèrcit estava ben proveït de material soviètic i entrenat per assessors soviètics.
L'11 de febrer de 1977 les lluites pel poder al Derg s'havien acabat amb el triomf de la facció del militar comunista pro soviètic Menguistu Haile Mariam. En aquest moment la Unió Soviètica va decidir donar suport a la revolució etíop, ja que tenia moltes possibilitats de desenvolupar un autèntic estats socialista marxista-leninista. Es va oferir ajut a Menguistu que la va acceptar. La missió americana a Etiòpia i el centre de comunicacions foren tancats l'abril del 1977.
El juny de 1977 Menguistu va acusar Somàlia d'introduir les seves tropes a l'Ogaden, cosa que el règim de Somàlia va negar contra tota evidència, i va declarar que només s'havia permès a voluntaris de lluitar al costat del FASO. El 13 de juliol l'Exèrcit Nacional de Somàlia va envair Ogaden (altres fonts indiquen el 23 de juliol). Els etíops van informar que es tractava de 70.000 soldats, 40 avions de combat, 250 tancs, 350 vehicles pesats i 600 peces d'artilleria, encara que aquestes estimacions semblen ser una mica més elevades que la realitat. A final del mes de juliol el 60% de l'Ogaden estaven en mans dels somalis (oficialment del FASO), incloent Gode al riu Shabele. Combats molts forts es van produir a Dire Dawa iJijiga on els somalis van tenir moltes baixes. Progressivament l'aviació etíop, tot i ser inferior en nombre a la somali, va començar a establir la superioritat per disposar de millors aparell i bases més properes.
La Unió Soviètica va intentar un alto el foc; quan els esforços van fallar els soviètics van abandonar Somàlia i van aturar tota ajuda a Siad Barre, començant a proveir massivament a Etiòpia. L'ajut soviètic fou el segon més important després del d'octubre 1973 quan l'exèrcit sirià fou proveït durant la Guerra del Yom Kippur; també van arribar consellers soviètics i 15.000 soldats cubans; Ajut va arribar també del Iemen del Sud, Corea del Nord i República Democràtica Alemanya.
La major victòria somali fou l'atac a Jijiga a la meitat de setembre de 1977; les tropes etíops van evacuar la ciutat i els milicians locals no van ser rivals pels somalis. Els etíops es van retirar cap al darrere del pas estratègic de Marda, a mig camí entre Jijiga i Harar. En aquest moment Etiòpia admetia que només dominava el 10% de l'Ogaden i que havia perdut també àrees no somalis de Harerge, de la província de Bale i de la de Sidamo. Però la manca de subministraments pels tancs, afectats pels atacs aeris etíops, va impedir als somalis anar més lluny i amb l'arribada de les pluges, que van fer els camins intransitables, l'ofensiva va quedar aturada. Mentre Etiòpia havia aixecat una gran milícia de cent mil homes per integrar-la a l'exèrcit regular.
De l'octubre del 1977 al gener del 1978 els somalis van provar d'ocupar Harar defensada per 40000 etíops, 1500 soviètics i 11.000 cubans. Van arribar als afores de la ciutat el novembre, però estaven massa cansats i mancats de material per ocupar-la i es van haver de retirar a l'espera del contraatac etíop-cubà.
El novembre del 1977 Somàlia va trencar relacions diplomàtiques amb la Unió Soviètica i va expulsar a tots els seus ciutadans
Al costat de Somàlia va quedar Xina, que va aportar ajut diplomàtic i material. Romania va mantenir bones relacions amb Barre però sense ajudar-lo.
L'ofensiva etíop cubana, que incloïa atacs de MiG-21 i MiG-23 pilotats per pilots cubans es va produir el febrer: d'un costat van atacar a les forces somalis a la zona d'Harar però de l'altra van fer un by-pass per Marda (defensat pels somalis) entre Jijiga i la frontera somali, i així van poder atacar als somalis des de dues direccions. Van reconquerir Jijiga on en dos dies van morir 3000 defensors. La defensa somali es va enfonsar i els etíops i cubans van reconquerir l'Ogaden en les següents setmanes.
El 9 de març de 1978 Barre va ordenar la retirada de l'exèrcit somali de territori d'Etiòpia. La darrera unitat va sortir el 15 de març de 1978 el que de fet significava el final de la guerra. El FASO va continuar la lluita. El maig del 1980 encara controlaven una part de l'Ogaden, amb ajut de soldats voluntaris somalis, però el 1981 ja estaven reduïts a petits focus de resistència i atacs aïllats
Somàlia va perdre a la guerra un terç dels seus soldats, un 37% dels tancs, i la meitat dels aparell de la Força Aèria. Aquesta derrota va provocar malestar a l'exèrcit i els militars majeerteen van intentar un cop d'estat, que va fracassar, i del que va sortir després el Front Democràtic de Salvació de Somàlia.
Des de 1978 Somàlia va esdevenir un aliat dels Estats Units als que va cedir bases (Berbera)